# Whisky

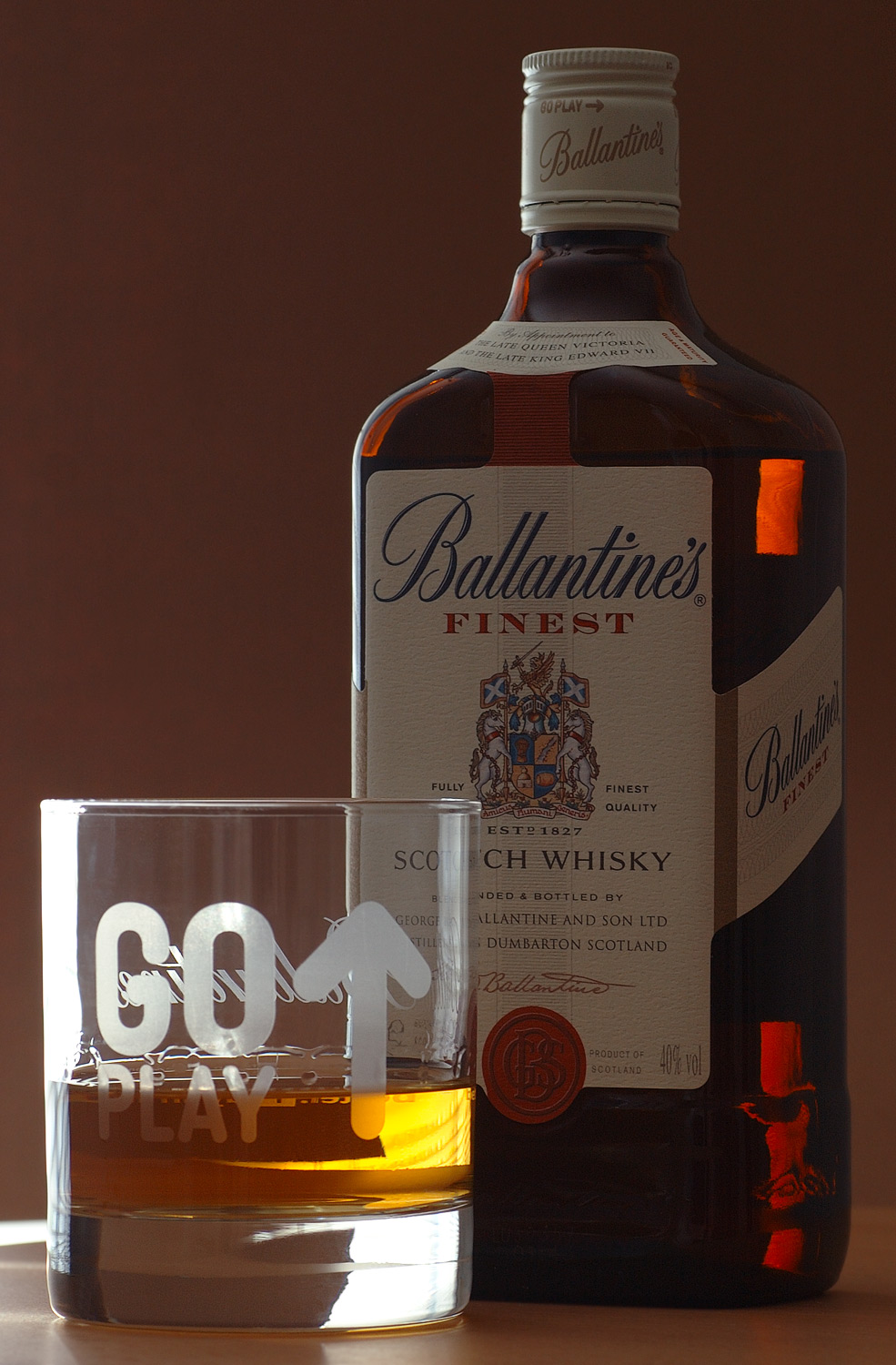
Scotch whisky

Whisky (Schots/Canadees) of whiskey (Iers/Amerikaans) is een sterke drank die is gedistilleerd uit gegist graanbeslag en gerijpt op houten vaten.
De naam komt van het Iers-Gaelische uisce beatha of Schots-Gaelische uisge beatha, dat "levenswater" betekent. Kortweg fuisce. Fuisce werd verengelst tot whisk(e)y. De uitspraak is [ˈɪʃcə ˈbʲahə] of fonetisch in het Nederlands ongeveer iesjkje bjahe. Dit varieert van [ɯɪʃkə ˈbɛə] tot [ʋɪʃkə ˈpjɑː]: bij benadering wisjkebèë tot oe-isjke pjaa.
Van het graan wordt een beslag gemaakt, dat men vervolgens laat gisten. Gist zet de in het beslag aanwezige suikers om in alcohol. Zo ontstaat een vloeistof met ongeveer 7,5% alcohol. Deze vloeistof wordt gedistilleerd waarbij ongewenste stoffen in de spoeling achterblijven en de damp met een hoger alcoholpercentage opgevangen en gecondenseerd wordt. Vervolgens wordt dit resultaat verdund tot 65% alcohol en in eikenhouten vaten opgeslagen om te rijpen. Na een bepaalde tijd (afhankelijk van de toepasselijke wetgeving) mag ze whisky genoemd worden en wordt ze gebotteld. Anders dan bij wijn stopt het rijpingsproces bij het bottelen en is de drank lang houdbaar zonder smaakverandering. De leeftijd van een whisky slaat daarom op de tijd dat hij gerijpt heeft.

## Productie

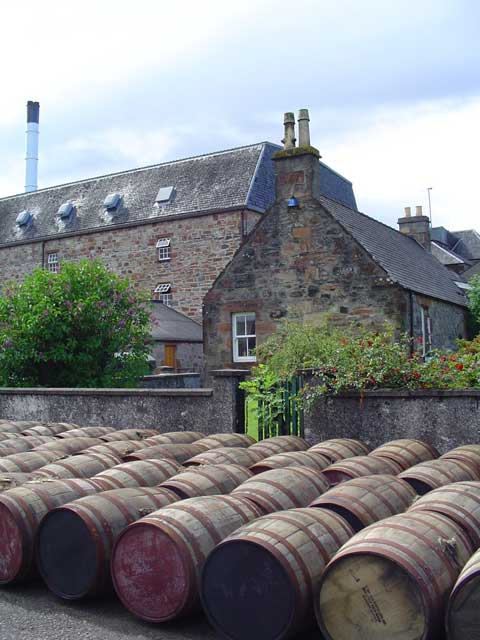
Whiskyvaten bij Glenmorangie in Schotland

Whiskyproductiegebieden in Schotland

Het productieproces van whisky kent verschillende stappen. Het proces begint met het bevochtigen van gerst waardoor de gerst zal ontkiemen tot mout. Dit heet mouten, in het Engels malting. 
Daarna worden de moutkorrels boven een open vuur of met hete lucht gedroogd. Dit wordt eesten ofwel kilning genoemd. Dit deel van het proces heeft grote invloed op de uiteindelijke smaak van een whisky aangezien de rookgeur diep doordringt in de moutkorrels. De voor het vuur gebruikte brandstof kan bijvoorbeeld wel of geen turf bevatten. Daarna worden tijdens het mashen de gedroogde korrels fijngemalen en wordt er water aan toegevoegd. In het ontstane moutbeslag zal het zetmeel na verloop van tijd omgezet worden in suikers. 
De volgende belangrijke stap in het proces is het gisten (fermentation) van de suikers. Hierdoor ontstaat de alcohol in het moutbeslag. De drank die ontstaat wordt wash genoemd. Het alcoholpercentage is dan echter nog niet veel hoger dan in bier en bedraagt ongeveer 7 tot 8 volumeprocent. 
De laatste stap in het productieproces van whisky is het distilleren (distillation). Hierbij wordt de wash in een koperen potketel (wash still) of roestvast stalen kolomketel verhit tot boven het kookpunt van alcohol (78,3°C). De verdampte alcohol wordt gekoeld en opgevangen waardoor deze een hoger alcoholpercentage heeft dan de 'wash'. Dit distilleren wordt herhaald in een kleinere koperen potketel, de spirit still, waarna de dan ontstane whisky (spirit) in eiken vaten wordt opgeslagen om te rijpen. 
Naast het eesten zijn ook de ketels en vaten van grote invloed op de smaak en het karakter van de whisky. Een minimale rijpingstijd voor een whisky is 3 jaar (volgens Engelse en Schotse wet) of 3 jaar en 1 dag (volgens de Ierse wet). Daarvoor heet het nog new make spirit. Maar vele whiskysoorten worden veel langer opgeslagen in de houten vaten. Een goede whisky kan wel 30 jaar opgeslagen worden voordat deze uiteindelijk gebotteld wordt en in de winkel komt te staan. Vaak worden er vaten gebruikt waar eerst sherry in heeft gezeten. Deze worden aan de binnenzijde gebrand boven open vuur, waardoor de aanwezige suikers karamelliseren. Dit geeft uiteindelijk de typische smaak en kleur aan de whisky, niet de turf. 
Het opslaan in eiken vaten zorgt er ook voor dat het vloeistofniveau in de vaten daalt door verdamping. Een goede whisky verliest gemiddeld per jaar ongeveer 3 procent van het volume door verdamping. Volgens de stoker is de verdampte whisky voor de Engelen, het zogenaamde Angels' Share.

## Schrijfwijze
De schrijfwijze is afhankelijk van de herkomst van de drank. Whiskey uit Ierland en de Verenigde Staten wordt met een e geschreven, whisky uit Schotland en Canada zonder e. Het meervoud is, volgens de Engelse spellingregels, whiskeys, respectievelijk whiskies. De officiële Nederlandse schrijfwijze is whiskey, en in meervoud whiskeys, resp. whisky, en in meervoud whisky's.

## Soorten

### Grain whisky
Grain whisky (graanwhisky) is gestookt uit om het even welke graansoort of een combinatie van graansoorten. Bijvoorbeeld tarwe, rogge, gerst of maïs. Meestal worden ze gebruikt als basis voor een blended whisky en gemengd met distillaten van verschillende distilleerderijen. Wanneer ze gebotteld worden met een distillaat van één enkele distilleerderij mogen ze Single Grain whisky genoemd worden. Ze komen slechts zelden als single grain whisky op de markt.

### Malt whisky
Malt whisky is whisky die uitsluitend is gestookt uit gemoute gerst en niet uit andere graansoorten.

### Single malt whisky
Tegenover de blended whisky's staan de single malt whisky's, die bestaan uit whisky's afkomstig van één distilleerderij. Deze whisky's hebben vaak een wat meer uitgesproken smaak; bijvoorbeeld de whisky's uit het westen van Schotland kenmerken zich door een zilte, jodiumachtige smaak. Single malts worden gedistilleerd in koperen potketels. Tijdens het bereiden past men de techniek eesten toe, waarbij de gemoute gerst wordt verhit door de warmte en rookgassen van een vuur dat vaak met een deel turf gestookt wordt. Deze turf of juist het ontbreken ervan heeft een sterke invloed op de uiteindelijke smaak van de whisky.

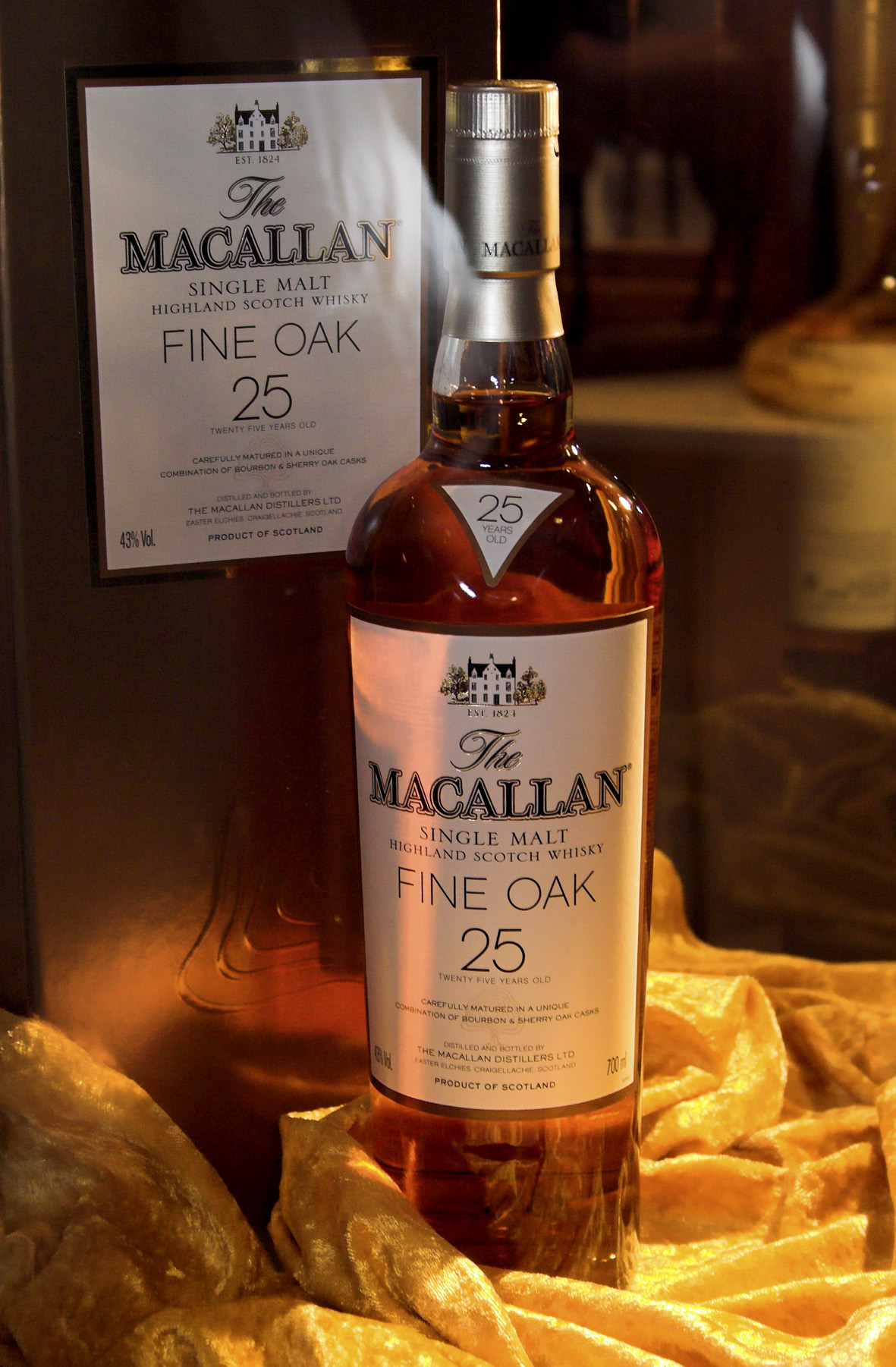
Fles "25 years old" single malt whisky uit de "Fine Oak" series

Het maken van single malt whisky is niet enkel voorbehouden aan Schotland. Ook in andere landen wordt single malt whisky gemaakt, bijvoorbeeld in Japan, Brazilië, Frankrijk, Canada, India, Nieuw-Zeeland, Tasmanië, Nederland en België. In Wales wordt sinds kort weer single malt whisky Penderyn gemaakt, nadat de whiskyindustrie daar 100 jaar had stilgelegen.
Het volgens velen ideale whiskyglas voor een single malt is een niet al te groot tulpvormig glas op een voetje. Het glas is dan klein genoeg om de geur niet al te snel te laten vervliegen, en groot genoeg om ook de neus mee te betrekken bij het nuttigen van de whisky. Het cognacglas voldoet over het algemeen ook prima. Een single malt drinken uit een tumbler is volgens sommige kenners not done: de tumbler is geschikt voor whisky on the rocks dus met ijs, en volgens hen dus niet voor een single malt. Overigens zijn er ook single malt distilleerderijen die kleine rechte glazen verkopen met hun logo er op.
Het toevoegen van een of enkele druppels water zet een proces in gang dat de geur beter vrijmaakt, en de smaak wat verzacht. Te veel water is echter niet aan te raden, omdat de kou de smaaksensatie vermindert. Volgens distilleerders maakt het niet uit hoe je geniet, als je maar geniet.

### Blended malt whisky
Blended malt is samengesteld uit malt whisky’s uit verschillende distilleerderijen. Deze categorie werd vroeger ook "pure malt" of "vatted malt" genoemd. De bekendste voorbeelden hiervan zijn Johnnie Walker Green Label en Nikka Black Label.
The Scotch Whisky Association heeft in februari 2005 nieuwe richtlijnen aan haar leden uitgegeven. Daarin staat dat vatted of pure malts in het vervolg allemaal blended malts moeten worden genoemd.

### Blended whisky

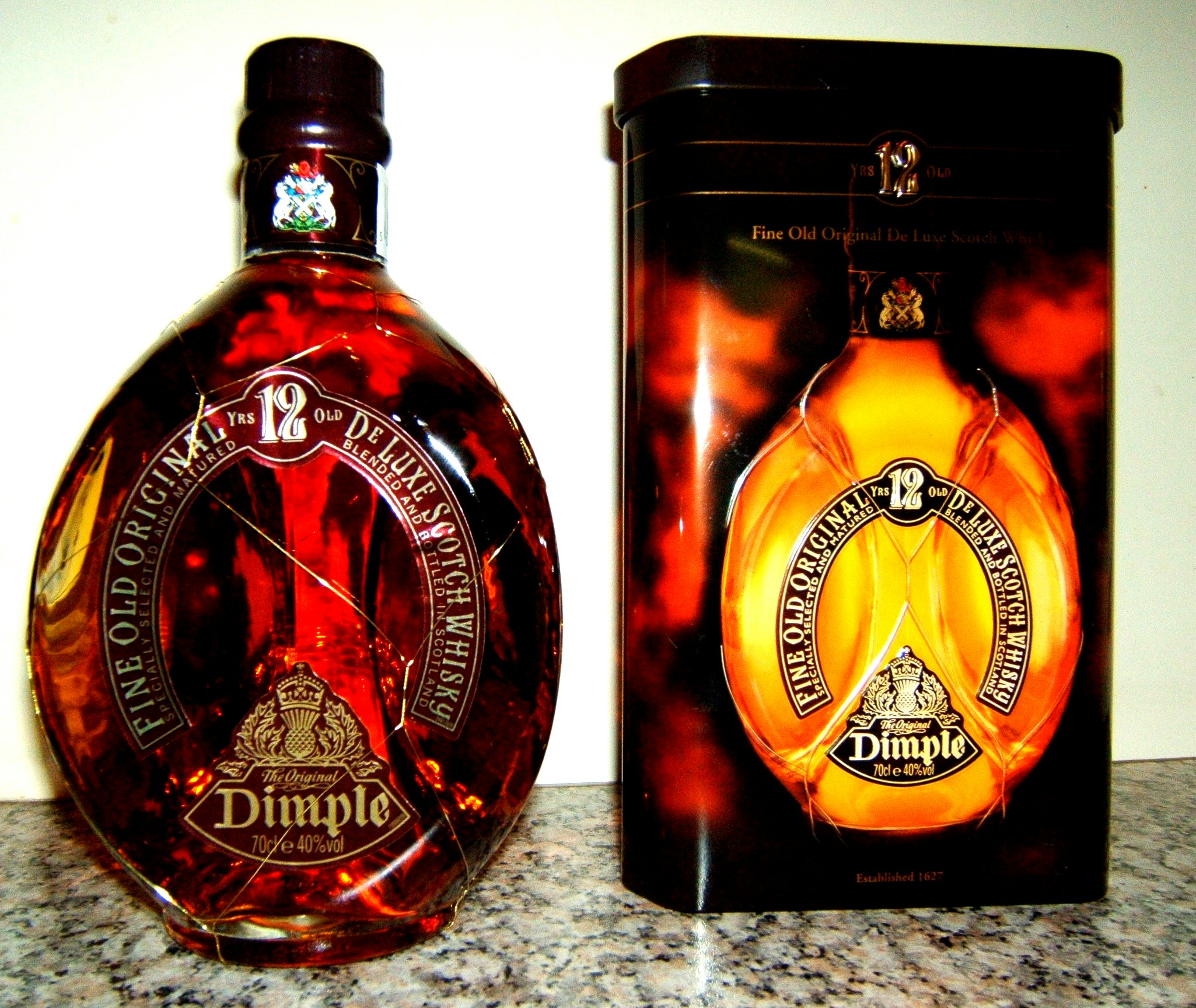
Dimple in driekante fles met dito blikken verpakking

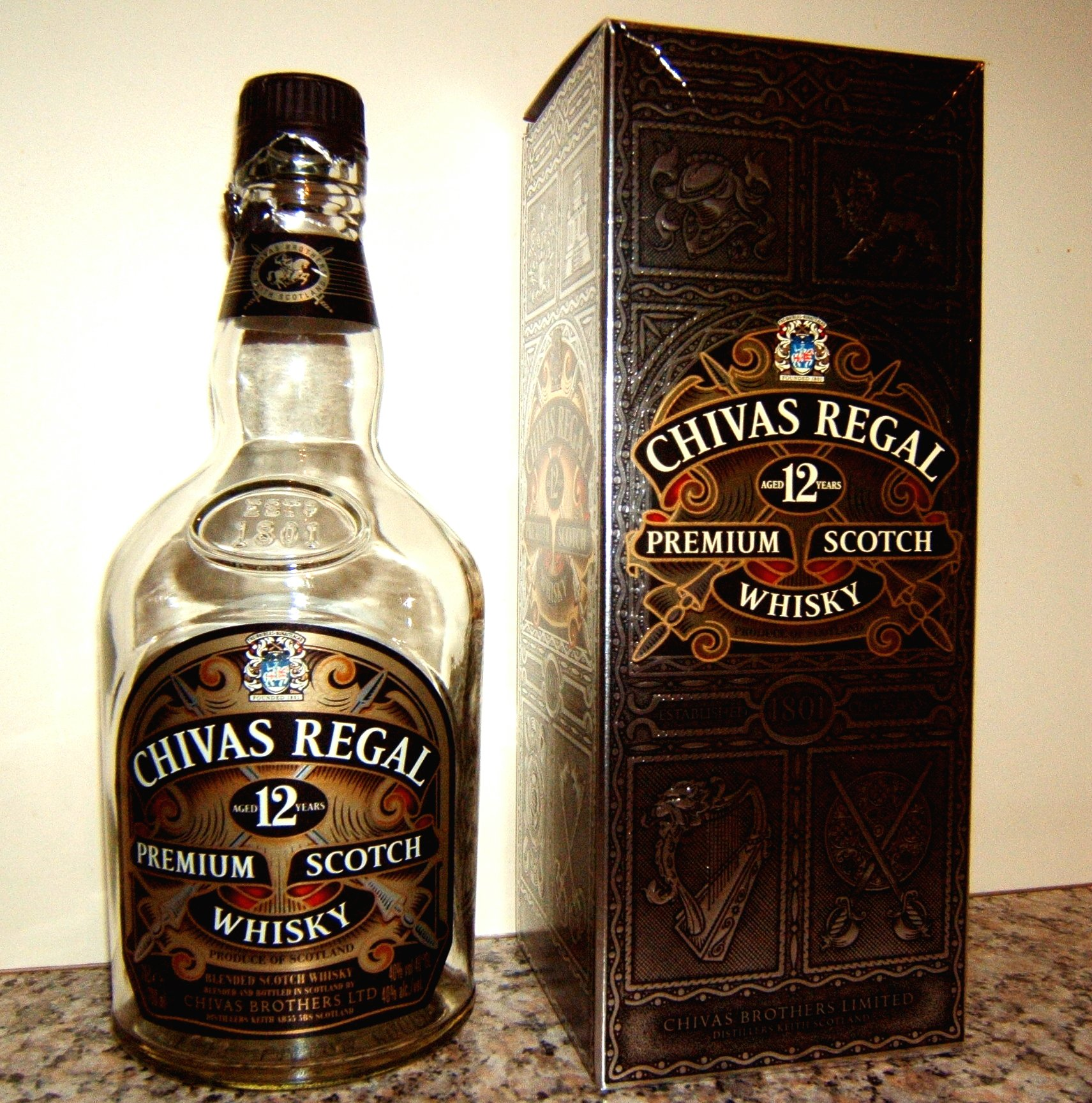
Lege fles Whisky Chivas Regal

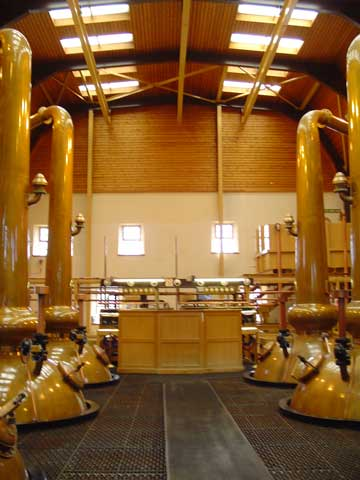
Distilleerketels bij Glenmorangie

Blends bestaan uit verschillende malt whisky's en graanwhisky's. Op deze manier verkrijgt men een heel gelijkmatige smaak. Een belangrijke reden waarom er zoveel blended whisky wordt gedronken is dat graanwhisky snel en goedkoop geproduceerd kan worden. Op deze manier kan men makkelijk aan de grote vraag naar whisky voldoen. De blended whisky's beslaan zo'n 95% van de whiskymarkt.

### Cask strength whisky
Het destillaat dat in de vaten rijpt is vrij sterk, met een alcoholpercentage van rond de 60%. Na de rijping wordt de meeste whisky met water verdund tot zo'n 40% (doorgaans het wettelijke minimum). Een whisky op cask strength is niet verdund, en heeft daarmee een sterkere smaak en een hoger alcoholpercentage.

## Vaten en smaak
Na het distillatieproces volgt een periode waarin de whisky tijd krijgt om te rijpen. Deze rijping geschiedt in eiken vaten (tonnen) die zelden nieuw worden geproduceerd en gebruikt voor de whisky. De whisky wordt in gebruikte vaten gegoten om daar enige tijd in te verblijven. Alle gebruikte vaten zijn vaten waarin reeds eerder een alcoholhoudende drank opgeslagen is geweest. Vaak zijn dit Amerikaanse bourbon-vaten, maar er zijn nog veel meer mogelijkheden, bijvoorbeeld:
- port
- sherry
- madeira

Maar ook oude vaten waarin Franse wijn (Chardonnay), andere whisky's en zelfs rum heeft gezeten worden toegepast om de whisky te laten rijpen. Door de overblijfselen van de vorige vloeistof in het eikenhout wordt de whisky gekleurd en komt de whisky op smaak. Die smaak die de vaten oplevert is typisch voor de daarin ontstane whisky en wordt vaak ook op het etiket van de whisky vermeld. Sommige whiskyfabrikanten vermelden op hun etiket dat de whisky gerijpt is op (ten minste) twee vaten, bijvoorbeeld port en sherry. Deze whisky krijgt op het etiket de vermelding "Double wood". De smaak van een "Double wood" is zoeter dan de doorsnee whisky vanwege de geringe maar duidelijk te proeven hoeveelheid suiker die in de vaten achterblijft van de port en de sherry.

## Naar afkomst

### Scotch whisky
Scotch whisky is de officiële benaming voor whisky afkomstig uit Schotland zoals die is vastgelegd in de Europese wetgeving.
Voor de Schotse malt whisky zijn er vier whiskygroepen die worden ingedeeld naar de geografische ligging van de distilleerderij:
- Highland malt; van de hooglanden boven de lijn Dundee-Greenock
- Lowland malt; uit het gebied ten zuiden van deze lijn
- Islay malt; van het eiland met die naam
- Campbeltown malt; van stokerijen op de Mull of Kintyre, dat is het zuidwesten van het schiereiland Kintyre in Zuidwest-Schotland.

De regio Highland is erg groot en wordt vaak verder onderverdeeld in:
- Northern Highlands
- Western Highlands
- Eastern Highlands
- Speyside, in deze regio ligt de hoogste concentratie distilleerderijen.
- Islands (Arran, Mull, Jura, Skye, Orkney)

#### Single malts
- Lijst van Campbeltown single malts
- Lijst van Highland single malts
- Lijst van Island single malts
- Lijst van Islay single malts
- Lijst van Lowland single malts
- Lijst van Speyside single malts

### Ierse whiskey
Twee belangrijke verschillen met Schotse whisky zijn, dat de Ierse whiskey (behalve de Connemara Whiskey) geen rooksmaak heeft doordat de mout niet met turf wordt geëest, en dat de whiskey drie keer wordt gedistilleerd. Als grondstoffen worden tarwe, haver en rogge gebruikt. Het distilleren geschiedt in zowel pot- als in kolomketels.
Een uitzondering op de gebruikelijke Ierse whiskey vormt Connemara Single Malt Irish Whiskey. Deze whiskey wordt gemaakt van gerst, wordt slechts tweemaal gedistilleerd en men gebruikt wel turf bij het eesten. Hierdoor krijgt deze whiskey een zeer Schots karakter.

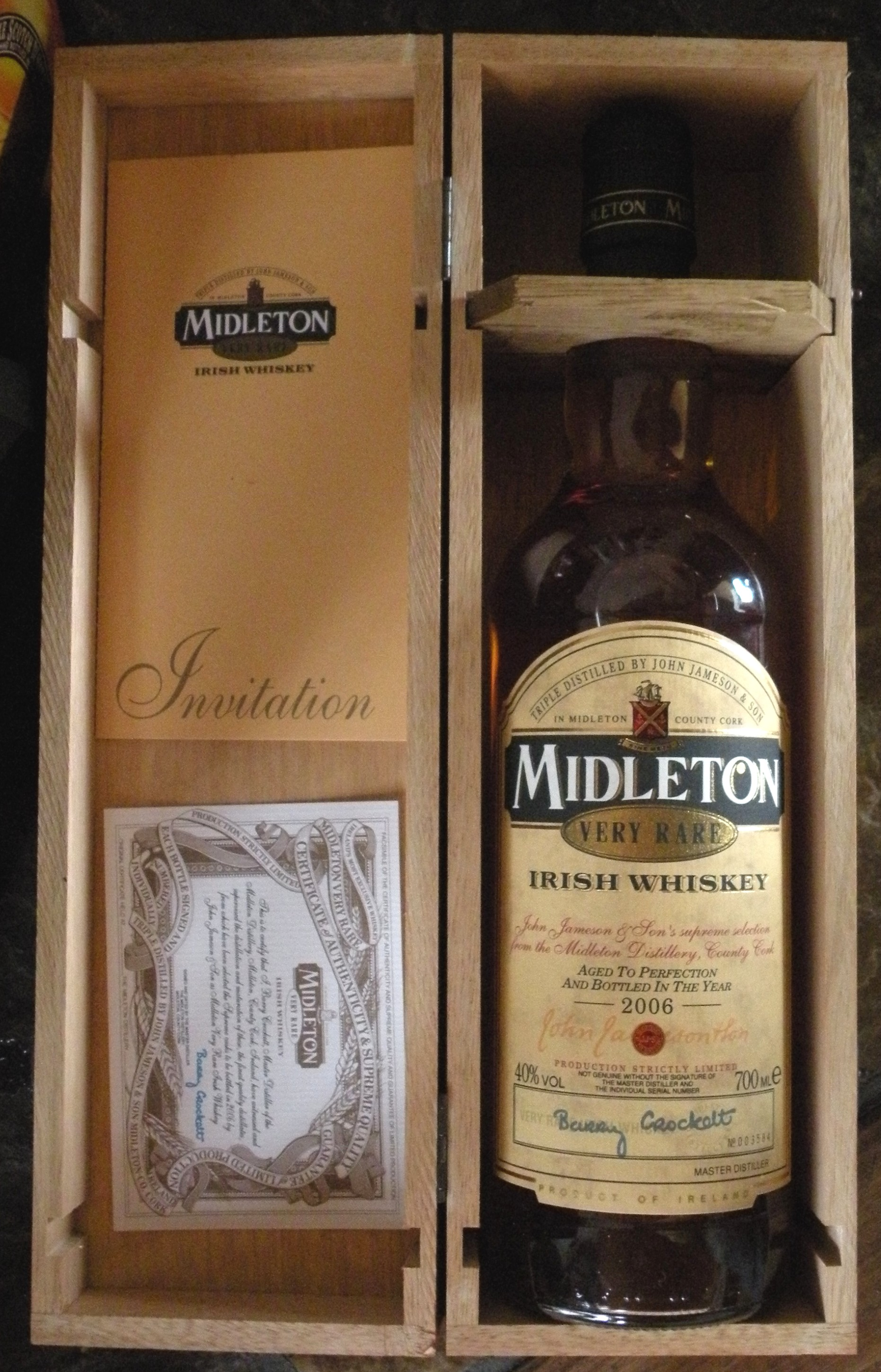
Midleton very rare whiskey

Bekende Ierse blended whiskeys zijn:
- Crested Ten
- Inishowen
- Jameson
- Midleton Very Rare
- Paddy Old Irish Whiskey
- Tullamore Dew
- Power's
- Clontarf Black

Bekende Single Malts zijn:
- Bushmills (maakt ook blended whiskeys)
- Connemara
- Locke's 8 Year Old
- Teeling (maakt ook blended whiskeys)
- Tyrconnell
- Red Breast
- Clontarf

De Ierse whiskey wordt ook gebruikt als onderdeel van de Irish coffee.

### Bourbon whiskey
Bourbon whiskey afkomstig uit de VS, kenmerkt zich door het recept van het beslag. Straight bourbon wordt geproduceerd van minimaal 51% maïs, Straight rye van minimaal 51% rogge. Bourbon wordt tweemaal gedistilleerd. De eerste maal in een zogenaamde "beer still", de tweede maal in een "doubler". De naam Bourbon mag uitsluitend gebruikt worden voor Amerikaanse whiskeys die ten minste twee jaar gerijpt hebben in geblakerde eikenhouten vaten en waarvan de mashbill (het recept) ten minste 51% maïs bevat. Staat er echter 80% of meer maïs op de mashbill dan moet de whiskey "Straight Corn Whiskey" worden genoemd. Wanneer de whiskey ten minste een jaar en een dag in Kentucky heeft gerijpt, mag deze whiskey "Kentucky Bourbon" worden genoemd. Bourbon kan overal in de VS worden gemaakt. Er wordt bijvoorbeeld ook bourbon gemaakt in onder andere Virginia (Virginia Gentleman). Het bekende whiskeymerk "Jack Daniel's", afkomstig uit Tennessee, is volgens de letter van de wet ook bourbon. Maar omdat deze whiskey voor het rijpen door een drie meter dikke laag houtskool van esdoorn wordt gefilterd, "charcoal mellowing" genoemd, werd, om zich te onderscheiden van de andere (Kentucky) bourbons, de naam Tennessee Whiskey in het leven geroepen, naar de staat waar de distilleerderij staat. Er is nog een andere distilleerderij in Tennessee die dit proces toepast: George Dickel.
Bij wetgeving is in Amerika bepaald dat de te gebruiken vaten nieuw moeten zijn en slechts één keer gebruikt mogen worden voor het rijpingsproces. Hierna moeten zij vernietigd of verkocht worden. Fabrikanten van rum en tequila maken graag gebruik van deze bepaling. Zij kopen de vaten op voor het laatste deel van het rijpingsproces van hun drank.

### Canadese whisky
Canada had ooit een bloeiende whiskyindustrie met veel kleine distilleerderijen. Toen de Canadese overheid in de tweede helft van de 19e eeuw hoge belastingen ging heffen, konden alleen de grote distilleerderijen overleven. Ook werd het maken van whisky erg streng gereguleerd. De meeste Canadese whisky's die nu nog op de markt zijn, zijn blends, gebaseerd op whisky gemaakt uit maïs. Het wordt toegestaan om tot 9,09% andere dranken toe te voegen om de gewenste smaak te verkrijgen. Dit kan van alles zijn, van rum tot cognac.

### Andere Landen
Ook andere landen zijn begonnen met whisky te maken.  In Nederland zijn er rond de 100 distilleerderijen en in België een 30-tal.

## Likeuren op basis van whisky
Likeuren die met Ierse whiskey worden bereid zijn:
- Baileys
- Eblana (whiskey, koffie, honing, amandelen en pinda's)
- Irish Mist (whiskey, heide- en klaverhoning, aromatische kruiden en andere sterke dranken)
- Sheridan's

Met Schotse whisky:
- Drambuie

Met Amerikaanse whiskey:
- Jack Daniel's Honey
- Southern Comfort

## Trivia

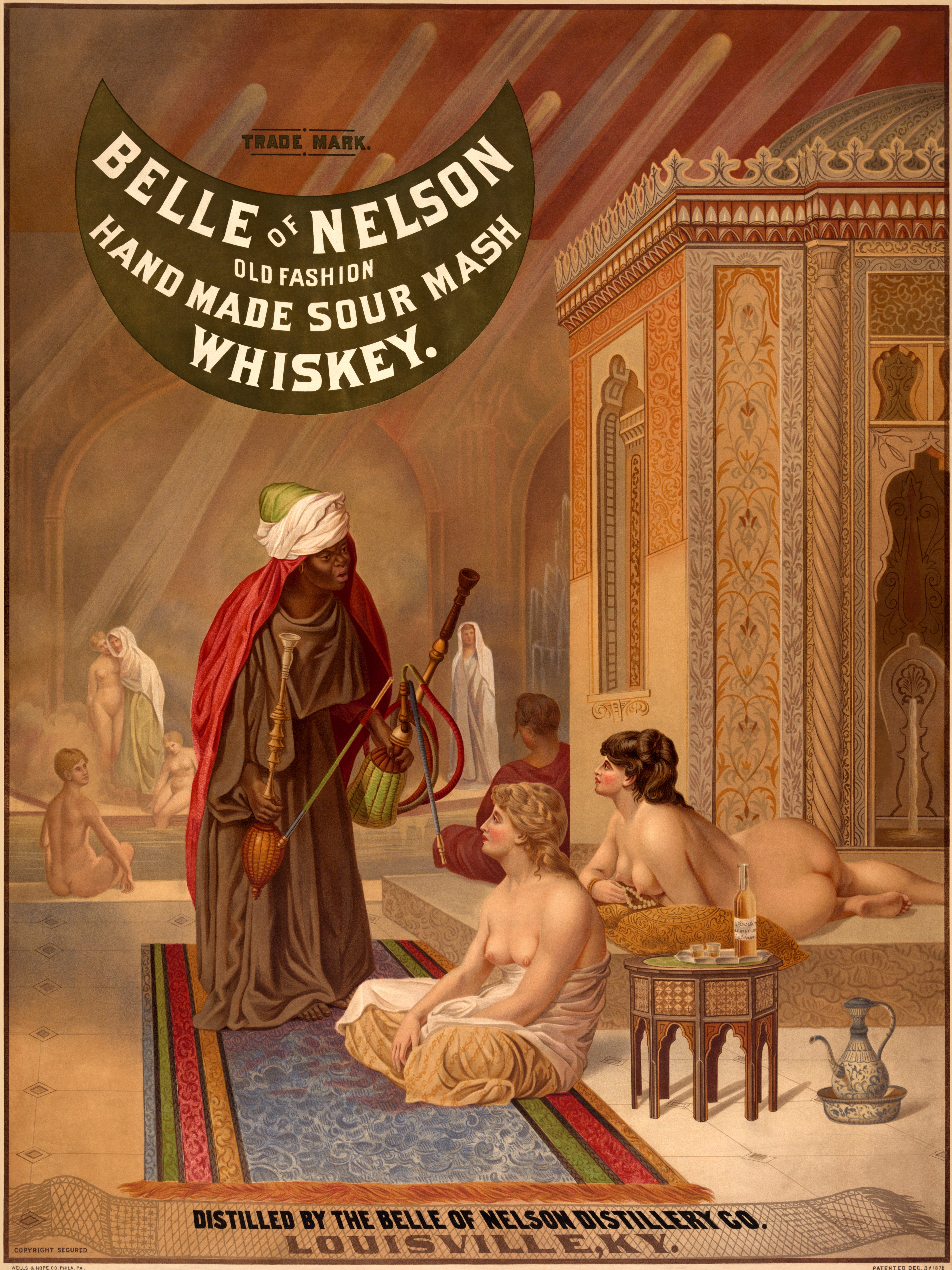
Reclameposter voor Belle of Nelson voor hun sour mash whiskey 1878

- Het woord whiskey wordt in het internationale spellingsalfabet gebruikt voor de letter W.
- Portretfotografen gebruiken het uitspreken van het woord 'whisky' voor het produceren van een mooiere glimlach dan van het overbekende cheese.
- In oktober 2018 werd de Macallan Valerio Adami 1926 60-years-old geveild voor het bedrag van £848.000 op een veiling in Edinburgh en is daarmee de duurste fles whisky ter wereld.[5]
- Whisky is de eerste drank die via de blockchain is aangeboden als NFT.